# Пълна драмарама
„Пълна драмарама“ (на английски: Total DramaRama) е анимационен сериал, излъчен за първи път по „Картун Нетуърк“ в Съединените щати на 1 септември 2018 г. и по „Телетуун“ в Канада на 7 октомври 2018 г. Сериалът е втори спиноф на „Пълна драма“ след „Пълна драма: Главоломна надпревара“.
Първият сезон се появява в платформата „Ейч Би О Макс“ на 20 септември 2021 г. Първите 25 епизода на третия сезон са добавени в стрийминг услугата на 6 юни 2022 г.

## В България
В България сериалът се излъчва по „Картун Нетуърк“ на 25 ноември 2019 г. с разписание всеки ден от 15:50.Също така той е достъпен в „Ейч Би О Макс“.
Нахсинхронен дублаж
| Роля    | Изпълнител               |
| ------- | ------------------------ |
| Шеф     | Петър Върбанов           |
| Дънкан  | Николина Петрова         |
| Оуен    | Симеон Дамянов           |
| Изи     | Ива Стоянова             |
| Кортни  | Августина-Калина Петкова |
| Джуд    | Александър Йорданов      |
| Ноа     | Дайяна Димитрова         |
| Коуди   | Ивет Лазарова-Торосян    |
| Бет     | Радослава Стойнева       |
| Бриджит | Татяна Етимова (сезон 1) |
| Бриджит | Лина Шишкова (сезон 2)   |
| Лешона  | Михаела Тюлева           |

| Обработка           | студио „Про Филмс“              |
| ------------------- | ------------------------------- |
| Режисьор на дублажа | Евгения Ангелова                |
| Преводач            | Николина Петрова Диляна Спасова |